# Operation Swarmer

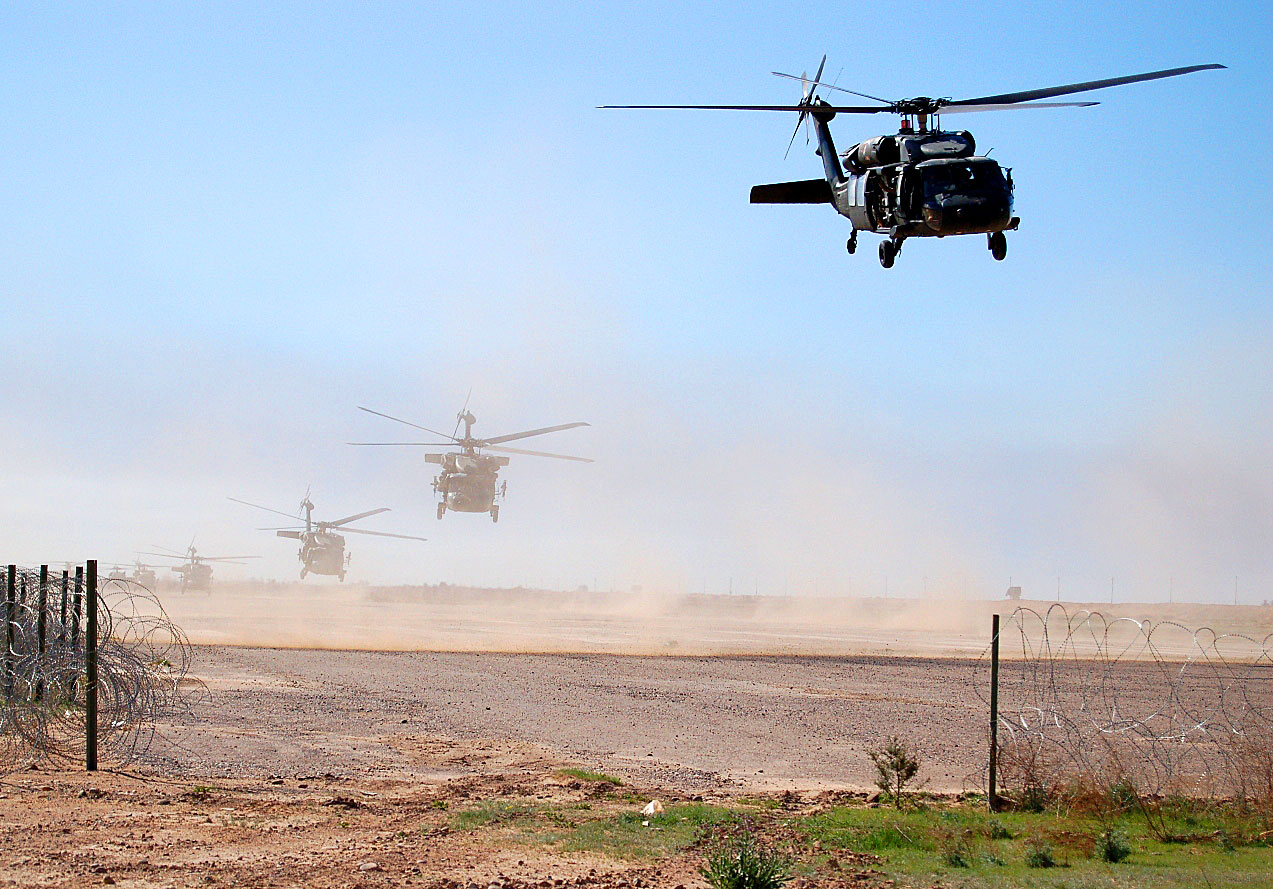
Operation Swarmer

Die Operation Swarmer (deutsch Schwärmer) war eine militärische Operation im Nordirak nahe der Stadt Samarra und galt den mutmaßlichen Extremisten der Terrororganisation al-Qaida. Die Militäraktion begann in den Morgenstunden des 16. März 2006 und war die bis dato größte Luftoffensive seit dem offiziellen Kriegsende am 1. Mai 2003.
Bei dem Angriff kamen rund 50 Kampfflugzeuge und 200 taktische Bodenfahrzeuge zum Einsatz. Zum Einsatz kamen auch Bodentruppen, deren Zahl mit 1500 beziffert wurde, darunter auch ca. 600–700 Soldaten der irakischen Regierungstruppen.
Die amerikanische Armeeführung reagierte mit dieser Militäraktion auf die anhaltende Gewalt in der Region und Aufständische im Hamrin-Gebirge. Im Februar kam es zu einem verheerenden Anschlag auf das Heiligtum der Schiiten, die heilige Goldene Moschee in der Stadt Samarra. Die Reporterin Atwar Bahjat vom Nachrichtensender Al-Arabija wurde ebenfalls in der Region ermordet.
Am 22. März endete die Operation Swarmer mit unklarem Ergebnis.